# Oossemolen
De Oossemolen (ook: Toysschemolen of Oysschemolen) is een watermolen in de tot de Oost-Vlaamse gemeente Oudenaarde behorende plaats Welden, op de grens met Mater, gelegen aan Oosse 14.
Deze watermolen op de Oossebeek van het type bovenslagmolen fungeerde als korenmolen.

## Geschiedenis
Al in 1571 was er sprake van een watermolen op deze plaats. De molen was eigendom van de heren van Schorisse en Oosse en werd verpacht aan particuliere molenaars. Na de Franse tijd was de molen eigendom van particulieren. In 1893 werd de molen uitgebreid, er werd ook een stoommachine geïnstalleerd en de houten onderdelen van het drijfwerk werden door gietijzeren onderdelen vervangen. In 1913 werd de stoommachine door een benzinemotor vervangen.
In 1993 werd de molen beschermd (met inbegrip van het sluiswerk en de spaarvijver) en als dorpsgezicht. In 2000-2001 werd hij maalvaardig gerestaureerd. Van de oorspronkelijke vier steenkoppels zijn er nog twee over. De molen wordt ook gebruikt voor elektriciteitsopwekking.
- Inventaris van het Bouwkundig Erfgoed (Vlaanderen): 27660